# Normal Heights (San Diego)
Normal Heights es un barrio de la región de mid-city de la ciudad de San Diego, California. Es conocido por sus bares baratos, restaurantes, cafés, tiendas de tabacos, tiendas de antigüedades, librerías, y la floreciente comunidad de arate.

## Historia
La parte de "Normal" de "Normal Heights" se refiere a la Escuela Estatal Normal, la cual es la predecesora de la Universidad Estatal de San Diego (antes localizada en University Heights). La Escuela Estatal Normal ahora funciona como el edificio Eugene Brucker Education Center, la oficina central del Distrito Escolar Unificado de San Diego.

## Geografía
Normal Heights está situado en las colinas de San Diego, en Mission Valley. Sus límites están definidos por la Interestatal 805 al oeste, Interestatal 8 al norte, al este por la Interestatal 15, y al sur por El Cajon Boulevard. La mayoría de los negocios "típicos" del barrio están situados a lo largo de la Avenida Adams. Algunos residentes definen al límite occidental con el puente de la Avenida Adams que cruza a la Calle Texas a nueve cuadras al oeste de la Interestatal 805; las personas que aceptan la I-805 como el límite occidental se refieren al área entre el puente y la interestatal como "Between Heights" porque está al este de University Heights, cuyos límites están divididos por un puente, y al oeste por Normal Heights (y definido por el limité oeste por la I-805).

## Educación
- Adams Elementary School (Distrito Escolar Unificado de San Diego)
- Normal Heights Elementry (Distrito Escolar Unificado de San Diego)